# Krościenko nad Dunajcem
Krościenko nad Dunajcem (do 1983 r. Krościenko, jid. ‏קראָשטשענקע lub קראָסצענקע‎) – wieś (dawne miasto) w Polsce, w województwie małopolskim, w powiecie nowotarskim, siedziba gminy Krościenko nad Dunajcem.
Miejscowość o charakterze turystycznym, siedziba Pienińskiego Parku Narodowego. Położona nad potokiem Krośnica i rzeką Dunajec. W 2014 r. miała 3608 mieszkańców.
Nie wiadomo, kiedy dokładnie powstała osada Krościenko, w początkach istnienia związana była z Zamkiem Pienińskim. Miasto królewskie lokowano w 1348 r., położone było na szlaku królewskim z Krakowa do Budy, stało się głównym ośrodkiem gospodarczym dla okolicy. W XVII i XVIII w. miejscowość, niszczona przez powodzie oraz nawiedzana przez epidemie, zaczęła upadać. W latach 1855–1867 Krościenko było siedzibą powiatu, w 1932 r. utraciło prawa miejskie.

## Geografia

### Położenie
Krościenko położone jest w południowej części województwa małopolskiego, w powiecie nowotarskim, znajduje się na terenie gminy wiejskiej Krościenko nad Dunajcem, we wschodniej jej części. Przylega do granicy ze Słowacją, najbliższą słowacką miejscowością jest Leśnica. Po stronie polskiej najbliżej wsi znajdują się: Sromowce Niżne, Tylka, Grywałd, Tylmanowa, Szczawnica.
Pod względem podziału fizycznogeograficznego Polski wieś leży na pograniczu trzech mezoregionów: Beskidu Sądeckiego, Pienin oraz Gorców. Ze wszystkich stron otoczona pasmami górskimi, usytuowana jest w dolinie Dunajca. Wysokość bezwzględna centrum miasta wynosi ok. 420–430 m n.p.m. Sam Rynek jest położony ok. 422 m n.p.m.

### Gleby
Gleby Krościenka przynależą głównie do V i VI klasy bonitacyjnej, ich jakość spada wraz z wzrostem wysokości bezwzględnej. Duża ich część narażona jest na erozję. W części południowej terytorium wsi z zalegających w podłożu wapieni jurajskich wykształciły się rędziny brunatne oraz gleby brunatne, należące do V i VI klasy bonitacyjnej. W części północnej i wschodniej, z piaskowcowych warstw o spoiwie wapiennym, ilastym oraz marglistym, wykształciły się gleby brunatne wyługowane, pseudobielicowe i glejowe. Doliny Dunajca i Krośnicy wyścielają mady rzeczne, przynależące do klas bonitacyjnych IIIa, IIIb i IVa.

### Wody
Wieś leży nad rzeką Dunajec, który płynie przez jej wschodnią część oraz nad potokiem Krośnica, który wpada do Dunajca na terenie miejscowości, na północ od Rynku. Znajduje się tu reprezentatywny dla Krośnicy punkt pomiarowo-kontrolny monitoringu jakości wód powierzchniowych. W 2021 r. potencjał ekologiczny wód potoku został sklasyfikowany jako umiarkowany, natomiast stan chemiczny – jako poniżej dobrego.
W prawobrzeżnej części Krościenka nad Dunajcem znajdują się źródła mineralne, szczawy alkaliczno-słone. Noszą one nazwy: „Stefan i Michalina” i „Maria”. Na rynku dostępne jest źródło słabo zmineralizowanej wody „Zdrój Ziemroźka”.

### Klimat
Według regionalizacji Eugeniusza Romera Krościenko znajduje się w rejonie zaciszy śródgórskich, natomiast zgodnie z regionalizacją klimatyczno-rolniczą Wincentego Okołowicza i Danuty Martyn leży w karpackiej dzielnicy rolniczo-klimatycznej. Najniższe notowane w tym regionie średnie temperatury są w styczniu (–8,1 °C), a najwyższe w lipcu (7,2 °C). Cechuje go piętrowość klimatyczna i występowanie wiatrów lokalnych (feny, wiatry górskie i dolinne). Średnie roczne opady wynoszą do 1750 mm.

### Przyroda i ochrona środowiska
Powierzchnia zajmowana przez miejscowość została w całości objęta przez formy ochrony środowiska. Ścisłe centrum znalazło się na terenie Południowomałopolskiego Obszaru Chronionego Krajobrazu, południową część objął obszar Natura 2000 Pieniny oraz Pieniński Park Narodowy wraz z otuliną, a północną część – Popradzki Park Krajobrazowy wraz z otuliną. Przepływający przez Krościenko Dunajec w pobliżu Wyru i tzw. Krasu jest objęty ochroną przez obszar Natura 2000 Środkowy Dunajec z dopływami. Ponadto na terenie wsi znajduje się kilka pomników przyrody.
Pieniński Park Narodowy, którego Krościenko nad Dunajcem stanowi siedzibę, został utworzony w 1932 r., swoim zasięgiem obejmuje Masyw Trzech Koron, Pieniny Czorsztyńskie, Pieninki oraz Pieniński Przełom Dunajca. Na terenie PPN stwierdzono obecność ok. 1100 gatunków roślin naczyniowych (w tym endemitów: pszonaka pienińskiego i mniszka pienińskiego) oraz ponad 7 tys. gatunków zwierząt (ok. 235 gatunków kręgowców, 15 gatunków nietoperzy, ok. 160 gatunków ptaków oraz, według danych dla całego regionu Pienin oraz ok. 1600 gatunków motyli, w tym endemitu niepylaka apollo).
Popradzki Park Krajobrazowy został utworzony w 1987 r. i obejmuje Beskid Sądecki, z występującymi na jego terenie skałkami, wodami mineralnymi oraz jaskiniami. Ze względu na deniwelacje, wykształciły się tu piętra roślinności: pogórze do 550–600 m n.p.m., regiel dolny, zajęty przez lasy bukowo-jodłowe (a w dolinach rzek grądy i łęgi) do 1100 m n.p.m. oraz regiel górny (wyłącznie w Paśmie Radziejowej), zajęty przez bór świerkowy, powyżej 1100 m n.p.m.
Krościenko nad Dunajcem jest siedzibą Nadleśnictwa Krościenko, obejmującego m.in. Szczawnicę, Ochotnicę Dolną, Czorsztyn oraz Bukowinę Tatrzańską.

## Toponimia
Zgodnie z portalem Słownik historyczno-geograficzny ziem polskich w średniowieczu, nazwa Krościenka była zapisywana w historycznych dokumentach na różne sposoby: Crosno (1348 r.), Krzesna (1350 r.), Crosna (1354 r.), Crosznecz (1400 r.), Krossenko (1413 r.), Crosczenko, Trosczeko (1470–1480), Croszinko (1481 r.), Korosczenko (1485 r.), Crosczyanko (1501 r.), Crosczynko, Crosczyonko (1504 r.), Krosczyenko (1524 r.), Chrosczyenko (1529 r.). Temat ten poruszył w „Kwartalniku Historycznym” Adam Kamiński, recenzując pracę Anny Lewickiej. Uważa on, że pierwotną nazwę z dokumentu lokacyjnego zmodyfikowano zapewne w celu odróżnienia miasta od wsi Krosna i miasta Krosno, w XIV lub XV w.
Zgodnie z lokalną tradycją mieszkańcy wywodzą nazwę miasta od słowa „krosta”, oznaczającego wykwit na skórze. Autor hasła o Krościenku w słowniku Nazwy miejscowe Polski również podaje, że nazwa powstała od apelatywu „krosta”, jednak w znaczeniu topograficznym: teren pagórkowaty, nierówny.
W 1983 r. do nazwy wsi dodano człon „nad Dunajcem”.

## Historia

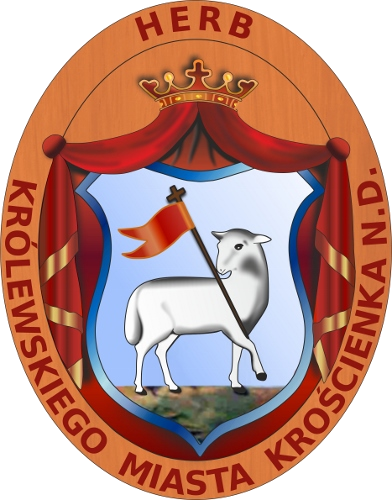
Herb Krościenka nad Dunajcem

W 1257 r. Bolesław V Wstydliwy przekazał tereny Pienin swojej małżonce, Kindze, która zrzekła się ich na rzecz klasztoru klarysek w Starym Sączu. Około 1350 r. Pieniny ponownie stały się królewszczyzną, władca odjął je klasztorowi, dając w zamian tereny bliżej Sącza.
Powstanie Krościenka (oraz Sromowiec, zwanych dawniej Przekopem) wiąże się z istnieniem w Pieninach zamku. Kronikarz Jan Długosz wymienia Krościenko (Troszczenko) pod 1251 r. w testamencie Piotra Wydżgi – była to przypuszczalnie większa osada (być może miasto) założona przez Kingę pod zamkiem. W dziele Liber beneficiorum dioecesis Cracoviensis, opisując ucieczkę Kingi w Pieniny w 1287 r., Długosz wymienia miasto zwane za jego czasów Kroszczyenko. Przekaz ten, który pozwala określić datę lokacji Krościenka na lata 1260–1280, jest kwestionowany przez niektórych historyków i traktowany jako legenda.
Miasto lokowane 8 lipca 1348 r. przez Kazimierza III Wielkiego, na prawie madgeburskim. Oryginalny dokument lokacyjny został zniszczony podczas najazdu husytów, na początku XV w. – jego treść przywoływana była jednak przez inne dokumenty, dlatego zachowała się do naszych czasów. Wynika z niego, że pierwszym wójtem miasta był Hadzud – ks. Krzan przypuszcza, że był on zasłużonym wojem.
Krościenko w średniowieczu znalazło się na drodze królewskiej (tzw. Via Regia), prowadzącej z Krakowa do Budy. Jeszcze do połowy XX w. co tydzień odbywały się targi, a do II połowy XIX w. w mieście miały miejsce także jarmarki (organizowane od 1568 r. w Zielone Świątki oraz w odpust parafialny na Wszystkich Świętych, a od 1750 r. także na św. Annę – 26 lipca i na św. Michała – 29 września). Miejscowość od XV w. do XIX w. wchodziła w skład niegrodowego starostwa czorsztyńskiego, dużego kompleksu dóbr, obejmującego m.in. Szczawnicę, Ochotnicę, Kłodne, Grywałd, Maniowy i Krośnicę. Stanowiła dla niego główny ośrodek gospodarczy.
W pierwszej połowie XVII w. urząd starosty objął Jan Baranowski. Wykupił on wójtostwo w Krościenku i wymienił nieprzychylnych sołtysów. Ponadto odebrał grunty kilku mieszczanom i założył na nich folwark, nakazując im dwa dni pańszczyzny. Delegacja mieszczan, na czele z burmistrzem Szymonem, udała się w proteście na czorsztyński zamek – Baranowski kazał ich wychłostać, w wyniku czego burmistrz zmarł. Mieszkańcy wnieśli skargę do króla, jednak nie przyniosła ona żadnych rezultatów. Dalsze represje Baranowskiego oraz kary pieniężne i cielesne spowodowały opór, który przerodził się w bunt (mieszczanie spalili lasy dworskie). Podejrzanych pojmano, a w odwecie mieszkańcy Krościenka zabili zamkowego woźnicę. Oskarżonych o ten czyn skazano na karę śmierci – po ich straceniu krościeńczanie w ramach zemsty zamordowali zastępcę starosty, Macieja Przedwojskiego. Do ugody mieszczan z Baranowskim doszło ostatecznie 9 września 1636 r. – ze strony Krościenka podpisał ją nowy wójt, Walenty Olechno.
Według Stanisława Kota Krościenko w XVIII w. stanowiło jedno z najmniejszych i najbiedniejszych miast polskich. Miasto nawiedzały wówczas liczne klęski: zarazy (duże straty w ludności przyniosła dżuma) oraz wylewy Dunajca i Krośnicy. Ponadto rosnące podatki spowodowały odpływ ludności. Wielu mieszkańców trudniło się wówczas flisactwem – transportowali m.in. drewno, węgiel drzewny, wapno oraz miód i docierali z nimi aż do Gdańska.
W 1770 r. wojska austro-węgierskie zajęły Sądecczyznę, jeszcze przed rozpoczęciem rozbiorów Polski w 1772 r. Pretekstem było stwierdzenie, że tereny te stanowiły „dziedzictwo” Kingi, która była królewną węgierską. Ziemie te włączono więc bezpośrednio do Królestwa Węgier.

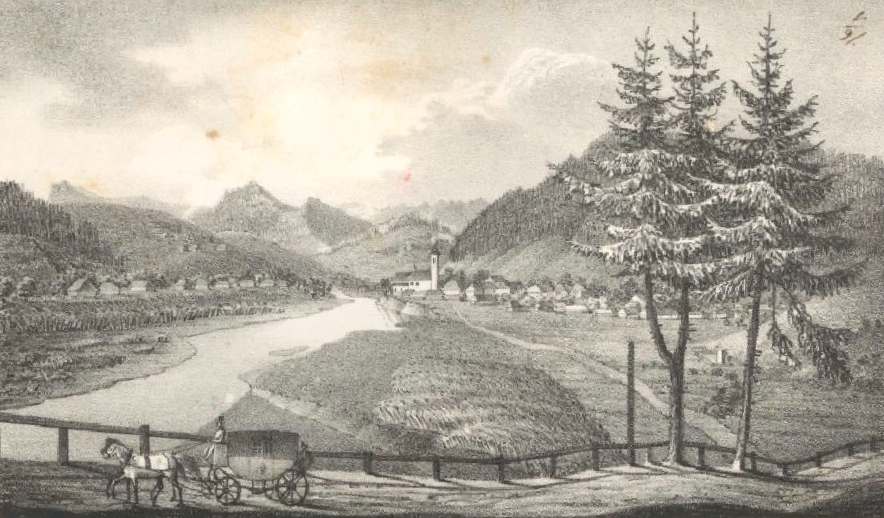
Ilustracja z wydanej w 1847 r. książki M.B. Stęczyńskiego Okolice Galicyi, przedstawiająca Krościenko; widok od północy

W 1772 r. teren Sądecczyzny decyzją ministra Kaunitza został włączony do Królestwa Galicji i Lodomerii. W 1774 r., po wprowadzeniu nowego podziału administracyjnego, Krościenko znalazło się w cyrkule i powiecie nowosądeckim. Okres zaborów to dla miasta czas nędzy i wyludnienia, wybuchały wówczas liczne epidemie, wśród mieszkańców panował głód, miasteczko niszczyły powodzie. W 1812 lub 1826 r. zlikwidowano starostwo czorsztyńskie – zostało ono przejęte przez urząd austriacki, a dobra czorsztyńskie Józef II Habsburg rozprzedał. Nastąpił wówczas ich podział na trzy części, „dominia”. Krościenko wraz z przyległymi wsiami stanowiło jedną z tych części. W 1822 r. na licytacji zakupiła je Franciszka z Dembichów Grossowa, występująca w księgach metrykalnych pod imieniem Krystyna i odstąpiła je w 1829 r. mężowi: Henrykowi, Ritterowi von Ehrenstein.
Henryk Gross uważany jest za założyciela uzdrowiska krościeńskiego. Odkupił źródła wód mineralnych i zainicjował ich analizę chemiczną, wzniósł pierwsze zabudowania oraz zaczął wysyłać wodę m.in. do aptek i szpitali w Krakowie i Lwowie. Kuracjusze krościeńscy, głównie Żydzi, byli średnio zamożni, zaczęli przyjeżdżać tu wraz ze wzrostem cen w Szczawnicy. Mimo tego uzdrowisko zaczęło szybko upadać wobec konkurencji ze strony Szczawnicy, a Gross odsprzedał je w 1835 r.
Kolejnymi właścicielami dóbr krościeńskich byli Teofila de Aschendorf Cichulska, Michał Halociński i jego żona Katarzyna, Michał Kulig oraz Michał-Hieronim Dziewolski, który podzielił je między swoje dzieci. Hieronim Dziewolski, a później i jego syn Zygmunt przywrócili zainteresowanie uzdrowiskiem oraz zainicjowali ponowną analizę chemiczną wód. W 1862 r. Krościenko zostało wpisane do rejestru uzdrowisk Galicji, jednak pomimo tego pozostawało w cieniu sąsiedniej Szczawnicy. W 1877 r. warszawskie „Kłosy” pisały o Krościenku: Posiada ono wody mineralne, zbliżające się przymiotami do szczawnickiego źródła Józefiny, lecz pozostawione w stanie natury i używane tylko przez ubogich izraelitów, którzy tu tanim kosztem odbywają kuracyą, najczęściej bez opieki lekarskiéj, korzystając zarówno i z żętycy, wyrabianéj przez miejscowych górali.
Po śmierci Hieronima ziemie uległy stopniowo rozdrobnieniu i zostały w końcu spieniężone. W latach 1855–1867 Krościenko stanowiło siedzibę powiatu, co spowodowało napływ ludności. Pierwszym naczelnikiem został Manswet Kozel, a drugim – Mikołaj Kieryczyński. Po zlikwidowaniu urzędu miasto weszło w skład powiatu nowotarskiego. W 1907 r. w związku z rozwojem turystyki w Pieninach w Krościenku utworzono biuro Towarzystwa Tatrzańskiego.
Podczas I wojny światowej miejscowość znalazła się na linii frontu austriacko-rosyjskiego i kilkakrotnie przechodziła z rąk do rąk. W 1918 r. Krościenko znalazło się w granicach II Rzeczypospolitej, a 1 stycznia 1932 r., z powodu zbyt małej liczby mieszkańców, utraciło prawa miejskie, stając się gminą. W tym samym roku miejscowość została siedzibą pierwszego w Polsce parku narodowego, a w 1934 r. została oficjalnie ogłoszona uzdrowiskiem – mimo tego tutejszy zakład zdrojowy nie rozwijał się. W latach 30. potomkowie Dziewolskich, dzieci Zygmunta i jego brata, Apolinarego, wybudowali kilka pensjonatów oraz zaczęli prowadzić wycieczki w Pieniny.

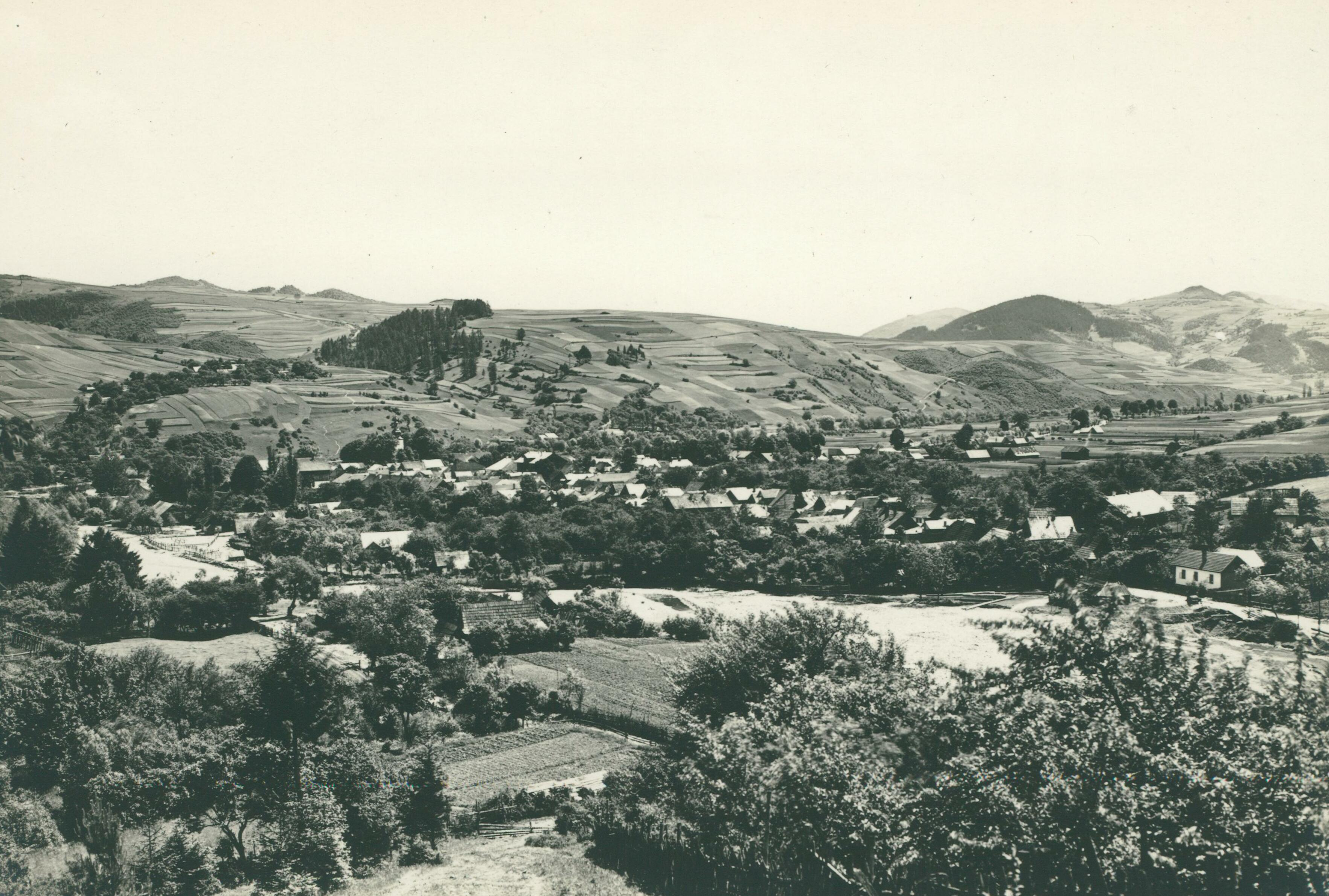
Panorama Krościenka – fotografia wykonana przed 1914 r.

Po rozpoczęciu II wojny światowej 3 września 1939 r. miejscowość znalazła się pod okupacją niemiecką. W Krościenku ze względu na panujące warunki nie utworzono getta dla Żydów. 22 lipca 1942 r. wszystkich Żydów z Krościenka zgromadzono w jednym miejscu i pod eskortą esesmanów wyruszyli oni do Nowego Targu. Tam zostali oni zamordowani na cmentarzu żydowskim, wraz z Żydami nowotarskimi. W listopadzie 1939 r. w miejscowości założono placówkę „Służby Zwycięstwa Polski Orła Białego”, przekształconą wiosną 1940 r. w „Związek Walki Zbrojnej – Krościenko”. Była ona dowodzona przez Eugeniusza Czeremszyńskiego ps. „Cis”. Krościeńska placówka przystąpiła w 1944 r. do 1 pspodh. AK. W czasie akcji Goralenvolk z inicjatywy mieszkańców powstała „zakonspirowana akcja do walki z góralszczyzną w powiecie” p.n. „Centrala”. Wojska niemieckie opuściły miasto 23 i 24 stycznia 1945 r. 25 stycznia na Rynku pojawiły się pierwsze patrole rosyjskie.
W 1951 r. Krościenko stanowiło gminę zbiorczą, obejmującą także Grywałd, Krośnicę i Hałuszową, a w latach 1954–1972 była to gmina osiedlowa. W 1956 r. utworzono tu oddział PTTK. W 1972 r. osiedle Krościenko włączono do Szczawnicy, tworząc miasto Szczawnica-Krościenko.
Ponownie status gminy Krościenku przyznano zarządzeniem Ministra Administracji z 13 października 1981 r. – utworzenie gminy opóźniło jednak wprowadzenie w Polsce stanu wojennego. Nową jednostkę administracyjną powołano do życia 1 października 1982 r.
W latach 1975–1998 miejscowość znajdowała się w województwie nowosądeckim. W 1999 r. stała się częścią województwa małopolskiego z siedzibą władz w Krakowie.

## Demografia
Wykres przedstawiający ludność Krościenka nad Dunajcem (dawniej Krościenka) na przestrzeni lat:
Źródła: 1636–1667; 1777–1869; 1893; 1900; 1921; 1931; 1945; 2009; 2014

## Polityka i administracja
Teren wsi objęty jest przez trzy sołectwa, jednostki pomocnicze gminy: Kąty-Niwki, Krościenko-Centrum oraz Krościenko–Zawodzie. Wieś stanowi siedzibę organów gminy wiejskiej Krościenko nad Dunajcem. Jej organem władzy wykonawczej jest wójt, a organem władzy ustawodawczej – rada gminy, w skład której wchodzi piętnastu radnych. W wyborach do Rady Gminy mieszkańcy Krościenka n/D wchodzą w skład siedmiu z piętnastu okręgów wyborczych.

### Integralne części wsi
| SIMC    | Nazwa       | Rodzaj     |
| ------- | ----------- | ---------- |
| 0437040 | Balarówka   | część wsi  |
| 0436750 | Bereśnik    | część wsi  |
| 0437062 | Dydy        | część wsi  |
| 0436766 | Gródek      | część wsi  |
| 0436772 | Jarek       | część wsi  |
| 0436789 | Juraszowa   | część wsi  |
| 0436967 | Kąty        | przysiółek |
| 0436795 | Klin        | część wsi  |
| 0436973 | Kocury      | część wsi  |
| 0436803 | Kozłeczyzna | część wsi  |
| 0436810 | Kras        | część wsi  |
| 0436826 | Łąkcica     | część wsi  |
| 0436980 | Niwki       | część wsi  |
| 0436832 | Pasterniki  | część wsi  |
| 0436996 | Piekiełko   | część wsi  |
| 0436849 | Pod Ociemne | część wsi  |
| 0436855 | Podoły      | część wsi  |
| 0436861 | Potoczki    | część wsi  |
| 0436878 | Pryczków    | część wsi  |
| 0436884 | Ptaszkowa   | część wsi  |
| 0436890 | Stawy       | część wsi  |
| 0436909 | Stodółki    | część wsi  |
| 0436915 | Strugi      | część wsi  |
| 0436921 | Węgliska    | część wsi  |
| 0436938 | Wyr         | część wsi  |
| 0437151 | Zagroń      | część wsi  |
| 0436944 | Zakrętki    | część wsi  |
| 0436950 | Żłóbki      | część wsi  |

## Gospodarka
W Krościenku i najbliższej okolicy dominują firmy zajmujące się budownictwem (20,8% firm z terenu gminy), handlem hurtowym i detalicznym (18,2% ogółu firm), transportem (12,6%) oraz zakwaterowaniem i usługami gastronomicznymi (8,7%). 95,8% wszystkich przedsiębiorstw z terenu gminy stanowią przedsiębiorstwa zatrudniające do 9 pracowników, 96% ogółu podmiotów gospodarczych stanowią podmioty z sektora prywatnego. Liczba podmiotów z terenu gminy w rejestrze REGON w latach 2008–2014 wzrastała. W okresie tym (z wyjątkiem spadku w 2014 r.) wzrastał również poziom bezrobocia.

## Infrastruktura

### Transport
Krościenko nad Dunajcem stanowi jeden z głównych węzłów transportowych Podtatrza. Przez teren wsi przebiega, zarządzana przez Zarząd Dróg Wojewódzkich w Krakowie, droga wojewódzka nr 969 relacji Stary Sącz – Nowy Targ (do Nowego Sącza odległość z Krościenka wynosi 45 km, do Nowego Targu – 32,5 km). Odbiega od niej droga powiatowa 1636K relacji Krościenko n/D – Szczawnica. Ponadto na terenie Krościenka w 2015 r. znajdowało się 16,54 km dróg gminnych o nawierzchni asfaltowej.
Głównym punktem sieci drogowej w miejscowości jest most, a w zasadzie dwa równoległe mosty im. J. Piłsudskiego nad Dunajcem, usytuowane w linii drogi powiatowej 1636K.
W dniu 14 listopada 2023 r. została wydana decyzja o lokalizacji kładki rowerowo-pieszej przez Dunajec w ramach zadania „Budowa zintegrowanej sieci tras rowerowych w Województwie Małopolskim: układ uzupełniający trasę rowerową VeloDunajec (...)”. Przetarg na projekt kładki wygrała firma „Promost – Wisła” Sp. z o.o., autorami opracowanego projektu byli: Barbara i Piotr Śliwka. Wykonawcą kładki, oddanej do użytku latem 2024 r., było Przedsiębiorstwo Usługowo-Inżynieryjne „BUDMOST Rafał Jędrzejek” z Laskowej w powiecie limanowskim. Obiekt jest lekką, jednoprzęsłową, łukową konstrukcją żelbetową. Drewniane, kratownicowe konstrukcje balustrad, niosące dwuspadowy dach, nawiązują wyglądem do historycznego „Zerwanego Mostu” na Zawiesach z lat 1871–1872.
Na krościeńskim Rynku zatrzymują się autobusy jadące m.in. do Czorsztyna, Krakowa (przez Mszanę Dolną), Lublina, Nowego Sącza, Nowego Targu czy do Szczawnicy.

### Infrastruktura techniczna
Mieszkańców sołectwa Krościenko nad Dunajcem w bieżącą wodę zaopatrują: SW-Ś w Krościenku n/D ul. Biały Potok (ul. Biały Potok 11B), SW-K „Krościenko-Jagiellońska” (ul. Jagiellońska 73), SW-K „Juraszowa” (ul. Juraszowa 30A), SW-K „Krościenko-Kingi” (ul. św. Kingi 45), SW-W ul. Kościuszki-Sobieskiego (ul. Kościuszki 5), SW-W ul. Kozłeczyzna-Leśna (ul. Kozłeczyzna 10) oraz SWW Krościenko-Sobieskiego (ul. Jana III Sobieskiego 61A). W 2015 r. z sieci wodociągowej korzystało 51,5% mieszkańców gminy, według gminnej ewidencji jej łączna długość na terenie gminy wyniosła wówczas 45,2 km.
Zgodnie z danymi Głównego Urzędu Statystycznego sieć kanalizacyjna na terenie gminy Krościenko nad Dunajcem wyniosła 34,2 km, korzystało z niej 47% mieszkańców. Siecią kanalizacyjną na terenie Gminy Krościenko nad Dunajcem zarządza Podhalańskie Przedsiębiorstwo Komunalne Sp. z o.o., spółka utworzona w 2003 r. przez jedenaście gmin, które przystąpiły do projektu „Oczyszczanie ścieków na Podhalu”.
W 2015 r. na terenie wsi oraz całej gminy nie było sieci gazowej – mimo tego budowa gazociągu została przewidziana przez uchwałę nr XX/138/2000 z 28 lutego 2000 r.
Do Krościenka nad Dunajcem (oraz całej gminy) energia elektryczna dostarczana jest przez stacje elektroenergetyczne średniego napięcia 110 kV z GPZ Gorzków oraz GPZ Szaflary. Rozprowadzana jest siecią niskich napięć poprzez stacje transformatorowe 15/04 kV.
Przy Rynku 32 siedzibę ma Zakład Gospodarki Komunalnej w Krościenku nad Dunajcem, który odbiera odpady od mieszkańców wsi. Są one następnie zagospodarowane w Zakładzie Zagospodarowania Odpadów ZZO Tylmanowa. Na terenie wsi nie został utworzony punkt selektywnego zbierania odpadów komunalnych.

### Bezpieczeństwo i zdrowie
W Krościenku nad Dunajcem funkcjonuje jednostka Ochotniczej Staży Pożarnej typu „S-3”, której początki sięgają 1884 r. Działa przy niej Jednostka Operacyjno-Techniczna (JOT). W 1995 r. OSP Krościenko nad Dunajcem została włączona do KSRG. W 2015 r. wyposażona była m.in. w samochody pożarnicze Jelcz 004, Jelcz 005 i Ford Maverick i Scania P360 z zabudową PS Szczęśniak oraz samochód ratownictwa technicznego – Fiat Ducato.
Własną jednostkę ma także przysiółek Kąty. Swoją działalność OSP Kąty rozpoczęła w 1949 r., jako pododdział jednostki w Krościenku.
W Krościenku nad Dunajcem, przy ul. Mickiewicza 1, znajdował się komisariat policji, podlegający KPP w Nowym Targu. Około 2019 r. jego siedzibę przeniesiono do Szczawnicy. Przy alei Wędkarzy planowana jest budowa posterunku.
Podstawową opiekę medyczną mieszkańcom zapewnia działający od 1 stycznia 2000 r. Samodzielny Publiczny Zakład Opieki Zdrowotnej w Krościenku nad Dunajcem, znajdujący się przy ul. Esperanto 2.

### Edukacja
W roku szkolnym 2023/2024 w Krościenku nad Dunajcem działały:
- Niepubliczne Przedszkole Ochronka Parafii Rzymskokatolickiej pw. Wszystkich Świętych w Krościenku nad Dunajcem, ul. Lubań 1[93]
- Przedszkole „Pienińskie skrzaty”, ul. Flisacka 2[93]
- Szkoła Podstawowa Nr 1 im. Adama Mickiewicza z oddziałami przedszkolnymi[93], ul. Pienińska 2[94]
- Szkoła Podstawowa Nr 2 im. Jana Pawła II z oddziałami przedszkolnymi[93], ul. Biały Potok 1[95]
- Zespół Szkół Zawodowych i Placówek w Krościenku nad Dunajcem, ul. Jagiellońska 4[96]
- Liceum Ogólnokształcące im. Stefana Żeromskiego, ul. Zdrojowa 11[97]
- Niepubliczna Szkoła Muzyczna I st. w Krościenku nad Dunajcem, ul. Pienińska 2[98]

## Turystyka
Krościenko nad Dunajcem to miejscowość turystyczna, korzystająca z bliskości Pienińskiego Parku Narodowego, Gorczańskiego Parku Narodowego oraz Popradzkiego Parku Krajobrazowego. Biegną tędy szlaki, którymi dojść można m.in. na Sokolicę, Lubań, Trzy Korony i Prehybę – wieś stanowi ważny punkt wypadowy w Pieniny, Gorce oraz w Beskid Sądecki. Znajduje się tu siedziba Oddziału Pienińskiego PTTK, działającego na terenie gmin Krościenko nad Dunajcem, Czorsztyn i Ochotnica Dolna.
Do atrakcji miejscowości należą liczne zabytki, w tym gotycki kościół i drewniane domy przy Rynku, a także źródła mineralne. Popularnością cieszy się spływ Pienińskim Przełomem Dunajca, którego początki sięgają XIX w. Odbywa się on na tratwach, rozpoczyna się we wsi Sromowce Wyżne, a kończy w Szczawnicy lub w Krościenku nad Dunajcem (dopływa tu ok. 15% tratw). Drogą ze Szczawnicy do Czerwonego Klasztoru można zwiedzić przełom także pieszo lub rowerem.
W skład bazy noclegowej w 2014 r. wchodziło 18 obiektów dysponujących 480 miejscami (w 2008 r. obiektów było 7, dysponowały 627 miejscami). Na terenie wsi znajduje się kemping, pole namiotowe „Cypel”, z miejscem na ok. 100 przyczep kempingowych.

### Szlaki turystyczne
Przez wieś biegną piesze szlaki turystyczne:
 Rynek w Krościenku nad Dunajcem – Bajków Groń – Przełęcz Szopka (z której można odbić niebieskim szlakiem na Trzy Korony) – Wąwóz Szopczański – Sromowce Niżne
 przełęcz Sosnów (z której niebieskim szlakiem można dość na Sokolicę) – Kras – Rynek w Krościenku nad Dunajcem – Ociemny Wierch – Czertezik (z którego również niebieskim szlakiem można dojść na Sokolicę)
 Główny Szlak Beskidzki o przebiegu Lubań – Prehyba, biegnie ul. Lubań, ul. Sobieskiego i ul. Źródlaną.
Ponadto rozpoczynają się tu trasy rowerowe:
- Krościenko – Tylmanowa – Ochotnica Dolna – Ochotnica Górna,
- Krościenko – Szczawnica – Szlachtowa – Jaworki – Biała Woda,
- Krościenko – Kras – Szczawnica,
- Krościenko – Szczawnica – Sewerynówka,
- Krościenko – Dzwonkówka – Prehyba – Radziejowa – Jaworki,
- Krościenko – Dziadowe Kąty – Grywałd,
- Krościenko – Krośnica – Czorsztyn,
- Krościenko – Krośnica – granica słowacko-polska – Czerwony Klasztor,
- Krościenko – Krośnica – Sromowce Niżne,
- Krościenko – Grywałd – Hałuszowa – Niedzica,
- Krościenko – Lubań – Ochotnica Dolna,
- Krościenko – Lubań – Krośnica,
- Krościenko – Niwki – Dziadowe Kąty.

Przez Krościenko nad Dunajcem przebiega trasa rowerowa VeloDunajec, należąca do sieci tras rowerowych VeloMałopolska.

## Religia
W akcie lokacyjnym miasta z 1348 r. nie wyznaczono miejsca na budowę kościoła, co może świadczyć o tym, że parafia w średniowiecznym Krościenku istniała już wcześniej. Jej główną świątynią był znajdujący się w pobliżu Rynku kościół pw. Wszystkich Świętych. 17 lipca 1529 r. do parafii krościeńskiej przyłączono do parafię szczawnicką, a w latach 1553–1554 – parafię grywałdzką. Od 1938 r. parafia w Krościenku należy do diecezji tarnowskiej. 9 sierpnia 1982 r. rozpoczęto budowę nowego kościoła, który otrzymał wezwanie Chrystusa Dobrego Pasterza. Świątynię konsekrował 24 maja 1998 r. ks. bp Wiktor Skworc.
Z miejscowością silnie powiązany jest Ruch Światło-Życie – ma on we wsi swoje domy z pokojami i kaplice, tzw. Centrum, co roku odwiedzane przez pielgrzymów. W 2018 r. na Kopiej Górce otwarto „Drogę Nowego Człowieka”, letnią ścieżkę ewangelizacyjno-edukacyjną, z wystawą multimedialną o ks. Franciszku Blachnickim. Powstał także ogród biblijny.
Krościeńscy świadkowie Jehowy należą do zboru Krościenko. Sala królestwa znajduje się przy ul. Biały Potok 1a.

## Kultura
Teren Krościenka i okolic zamieszkiwany był przez górali pienińskich, posiadających własny strój oraz własną, charakterystyczną gwarę. Mowa ta jednak wymarła, m.in. pod wypływami kościoła, szkół, prasy oraz turystów – pojawia się jedynie na uroczystościach, podczas których mieszkańcy deklamują w gwarze wiersze oraz wygłaszają przemówienia. Krościenko pojawia się w poezji ludowej, napisanej m.in. przez Michała Słowika-Dzwona, Helenę Wolską oraz Krystynę Aleksander.
We wsi funkcjonują m.in. Muzeum Pienińskiego Parku Narodowego, prywatna „Wystawa przyrodnicza i nie tylko…” Tadeusza Olesia, Galeria Sztuki Pienińskiej Stanisława Czepiela, wystawa makiet krajobrazu pienińskiego „Makiety Pienińskie” Zbigniewa Urbańskiego, Galeria Autorska „Pod okółkiem” malarza Andrzeja M. Beliczyńskiego oraz „Galeria na Poddaszu” prowadzona przez bibliotekę LO w Krościenku nad Dunajcem. Przy jednostce OSP działa orkiestra dęta.
Latem w Krościenku odbywa się Festiwal Pieniny-Kultura-Sacrum, festiwal muzyki organowej, ponadto krościeński Gminny Ośrodek Kultury organizuje serię imprez plenerowych mających miejsce w amfiteatrze „Pod Wierzbą” m.in. w noc świętojańską („Wianki na Dunajcu”), w drugi weekend lipca („Jarmark Krościeński”), w lipcu i sierpniu („Lato Krościeńskie”), w ostatni weekend lipca („Biesiada nad Dunajcem”) i w piątek po Bożym Ciele (impreza z okazji Międzynarodowego Spływu Kajakowego na Dunajcu).
W oparciu o statut gminy na terenie Krościenka nad Dunajcem działa Gminna Biblioteka Publiczna w Krościenku nad Dunajcem, z filią w Grywałdzie.

## Sport i rekreacja
Na terenie Krościenka nad Dunajcem na zachodnim zboczu góry Stajkowa znajduje się niewielki ośrodek narciarski z dwoma wyciągami orczykowymi, o długości 500 m i 250 m. Trasy narciarskie są oświetlone i sztucznie naśnieżane. Przepustowość wynosi 900 os./godz. Dość niedaleko znajdują się m.in.: stacja narciarska Palenica w Szczawnicy i ośrodek narciarski Czorsztyn-Ski w Kluszkowcach, na terenie którego znajdują się m.in. dwie koleje krzesełkowe o długości 550 m, o przepustowości 1200 i 2400 os./godz.
Wieś jest centrum kajakarstwa – funkcjonują tu wypożyczalnie i organizatorzy spływów, planowana jest budowa przystani. Na terenie miejscowości działa klub sportowy SKS „Sokolica” Krościenko, z własnym torem na Dunajcu. Piłkarze grają na stadionie znajdującym się przy ul. Jagiellońskiej 86, obok którego znajduje się małe boisko do koszykówki oraz siatkówki.
W ramach projektu „Dostawa i montaż urządzeń rekreacyjno-sportowych przy ścieżce pieszo rowerowej w Krościenku n/D” w Krościenku nad Dunajcem, na bulwarach nad rzeką, powstała siłownia zewnętrzna. Ponadto znajdują się tu dwa parki linowe.

## Architektura

### Urbanistyka
Układ urbanistyczny Krościenka jest przykładem charakterystycznego dla lokacji Kazimierza III Wielkiego układu turbinowego – początkowo wyznaczono rynek, prostokąt o wymiarach 100 × 80 m, a następnie z każdego z naroży placu wyprowadzono po jednej ulicy. Pośrodku rynku stanął ratusz, a przy jednym z boków, od strony Dunajca, wybudowano kościół. Układ ten odzwierciedla inny od obecnego przebieg średniowiecznych dróg – główny szlak prowadził do lat międzywojennych bezpośrednio przez Rynek. Historycznie ważną rolę tranzytowo-komunikacyjną pełniła dzisiejsza ul. św. Kingi, lokalne odgałęzienie szlaku Kraków – Buda. Jest to jedna z czterech ulic wychodzących z Rynku, niegdyś stanowiła główną drogę dojazdową do Szczawnicy.
Historyczne centrum miasta znajduje się na lewym brzegu Dunajca, w pobliżu ujścia Krośnicy. Wzdłuż prawego brzegu rzeki ciągnie się Zawodzie, zaludnione później. Formę zbliżoną do obecnej miało już na mapie z ok. 1790 r. Od 1873 r. było ono połączone z lewobrzeżną częścią jedynie drewnianą „ławą”. Betonowy most oddano do użytku latem 1934 r., a w latach 2009–2010, w celu odciążenia starego, z żelbetu dobudowano drugi, bliźniaczy.
Liczne przysiółki wcinają się w doliny oraz wchodzą na stoki gór otaczających miejscowość.
26 marca 2020 r. Małopolski Wojewódzki Konserwator Zabytków, dr hab. Monika Bogdanowska wydała obwieszczenie informujące o wszczęciu postępowania ws. wpisania średniowiecznego układu urbanistycznego miasta Krościenka do rejestru zabytków. Decyzją Małopolskiego Wojewódzkiego Konserwatora Zabytków z 19 maja 2021 r. średniowieczny układ urbanistyczny w granicach dawnej osady i miasta lokacyjnego Krościenka nad Dunajcem został wpisany do rejestru zabytków województwa małopolskiego pod numerem A-1589/M. Decyzja ta została uchylona przez Ministra Kultury, Dziedzictwa Narodowego i Sportu decyzją z 8 października 2021 r.

### Zabytki
W Krościenku znajdują się obiekty wpisane do rejestru zabytków:
- kościół parafialny pw. Wszystkich Świętych (A-296 z 30.08.1971)
- ruiny zamku Pieniny z II połowy XIII w. (A-7/M z 18.04.2003)
- „stara poczta” przy ul. Jagiellońskiej 68, drewniana z XIX w. (A-877/M z 17.07.1991 i z 23.02.2015)
- dom przy Rynku 13, drewniany z I połowy XIX w. (365 z 21.08.1984)
- dom przy Rynku 24, drewniany (366 z 21.05.1984)
- dom przy Rynku 25, drewniany z I połowy XIX w. (367 z 21.05.1984)
- dom przy Rynku 26, drewniany z I połowy XIX w. (368 z 21.05.1984)
- dom przy Rynku 27, drewniany z I połowy XIX w. (369 z 21.05.1984)
- dom przy ul. Zdrojowej 28, drewniany z końca XIX w. (A-852 z 30.12.1998)
- stodoła plebańska „Na Folwarku” przy ul. Lubań 1, drewniana, z połowy XIX w. (A-371 z 21.05.1984)
- pensjonat „Luna” przy ul. W. Grotowskiego 3, z 1933 r. (A-1639/M)

W 2015 r. w ewidencji zabytków gminy Krościenko nad Dunajcem było wpisanych 159 obiektów z samego Krościenka – 99 z terenu sołectwa Krościenko-Zawodzie, 59 z terenu Krościenka-Centrum oraz 1 z sołectwa Kąty-Niwki. Tą formą ochrony zostały objęte m.in. kapliczka św. Kingi, kaplica św. Rocha oraz kaplica Przemienienia Pańskiego.
Ponadto Małopolski Wojewódzki Konserwator Zabytków w Krakowie decyzją z dnia 19 maja 2021 roku (RD.5140.19.2020.DW, DNT-I.5140.2020.MK) orzekł o wpisie średniowiecznego układu urbanistycznego w granicach dawnej osady i miasta lokacyjnego Krościenka nad Dunajcem do rejestru zabytków nieruchomych województwa małopolskiego pod numerem rejestru A-1589/M. Obszar wpisu do rejestru ograniczony był w przybliżeniu: od wschodu – rzeką Dunajcem, od północy – ul. Wędkarzy i ul. Jagiellońską, od zachodu – linią N–S przechodzącą tuż obok dworu Dziewolskich i pensjonatu Sitowskich, po ich zachodniej stronie, od południa – ścieżką łączącą ul. Trzech Koron z ul. dr. Franciszka Grotowskiego i dalej ul. Esperanto i jej przedłużeniem do Dunajca. Szczegółowy przebieg granic podany został w decyzji Wojewódzkiego Konserwatora Zabytków. 18 marca 2024 roku Małopolski Wojewódzki Konserwator Zabytków w Krakowie wydał decyzję o odmowie wpisu do rejestru zabytków średniowiecznego układu urbanistycznego Krościenka nad Dunajcem ze względu na to, że proponowany obszar nie posiada wybitnych i ponadprzeciętnych walorów przemawiających za wpisem.

## Związani z Krościenkiem

### Honorowi obywatele
- Marceli Gorączko – notariusz, honorowy obywatel Krościenka z 1895[128]